# Həsrət Cəfərov
Həsrət Valeh oğlu Cəfərov (ur. 5 października 2002) – azerski zapaśnik startujący w stylu klasycznym. Brązowy medalista olimpijski z Paryża 2024 w kategorii 67 kg.
Wicemistrz świata w 2023, trzeci w 2022; piąty w 2021. Mistrz Europy w 2023, 2024 i 2025; trzeci w 2022. Triumfator igrzysk solidarności islamskiej w 2021. Drugi w Pucharze Świata w 2022. 
Pierwszy na olimpijskim festiwalu młodzieży Europy w 2019. Mistrz świata U-23 w 2021 i trzeci na ME w 2021. Mistrz świata i Europy juniorów w 2021. Trzeci na MŚ kadetów w 2018. Mistrz Europy kadetów w 2017 i trzeci w 2018 roku.